# 101 f.Kr.
| 101 f.Kr.          |
| ------------------ |
| Dødsfald - Fødsler |

## Begivenheder
- Gaius Marius tilintetgør i det sidste afgørende slag kimbrerne i Norditalien